# Colegio Educandas
El Glorioso y Bolivariano Colegio de Señoritas Educandas del Cusco es una institución educativa pública de mujeres ubicada en la ciudad del Cusco, Perú. Fue fundado en 1825 por Simón Bolívar conjuntamente con el Colegio Ciencias.
Desde su fundación fue dirigido por rectoras laicas siendo su primera rectora la señorita Tadea de la Cámara. A partir de 1926, la Congregación de Religiosas Dominicas del Rosario asumen la dirección del colegio siendo su primera directora la Reverenda Madre María Adoración Uria. Actualmente su dirección está a cargo de la Congregación de Religiosas Franciscanas de la Inmaculada Concepción. 
Ubicada en sus inicios en los el Palacio de San Bernardo. En 1827, se le ubicó en el local del entonces clausurado Colegio San Buenaventura en la Calle Nueva Baja y desde mediados del siglo XIX, se instaló en el edificio del Convento de San Juan de Dios en la calle Teatro, edificio que ocupan hasta la actualidad.

## Exalumnas notables
- María Trinidad Enríquez, primera mujer en cursar estudios universitarios y primera mujer jurista en el Perú.
- Clorinda Matto de Turner, destacada escritora peruana, precursora del género indigenista.